# 織田長恭
織田 長恭（おだ ながやす）は、江戸時代後期の大名。大和国芝村藩10代藩主。官位は従五位下・丹後守。長政流織田家10代。

## 生涯
9代藩主・織田長宇の三男として江戸にて誕生。幼名は愛之助。
文政8年（1825年）11月1日、11代将軍・徳川家斉に御目見する。文政9年（1826年）3月27日、長宇の隠居により家督を相続した。文政10年（1827年）12月16日、従五位下丹後守に叙任する。天保6年（1835年）5月、駿府加番を命じられる。嘉永5年（1852年）3月13日に隠居し、婿養子の長易に家督を譲る。
明治12年（1879年）3月7日、東京において死去、享年79。墓所は重秀寺。

## 系譜
子女は8女。
- 父：織田長宇
- 母：阿部正賀養女 - 阿部正保の娘
- 正室：松平貞子 - 松平宗允の娘
- 継室：松平宗允の娘
- 生母不明の子女
  - 長女：勝子 - 織田長易正室
- 養子
  - 男子：織田長易 - 遠山友寿の五男